# Stazione di Camucia-Cortona
La stazione di Camucia-Cortona è una stazione ferroviaria sulla linea ferroviaria Firenze-Roma.
La stazione è di proprietà di Rete Ferroviaria Italiana (RFI) controllata del gruppo Ferrovie dello Stato.
Camucia-Cortona è la seconda stazione ferroviaria del comune di Cortona che è infatti preceduta dalla stazione di Terontola-Cortona; assume questa denominazione perché si trova nella frazione di Camucia.

## Storia
La stazione, in origine denominata "Cortona", fu aperta il 16 marzo 1866 dalla Società per le strade ferrate romane con l'apertura del tratto ferroviario Montevarchi-Torricella.
Nel 1939 mutò la propria denominazione in "Camucia"; nel 1948 divenne "Cortona-Camucia".

## Strutture e impianti

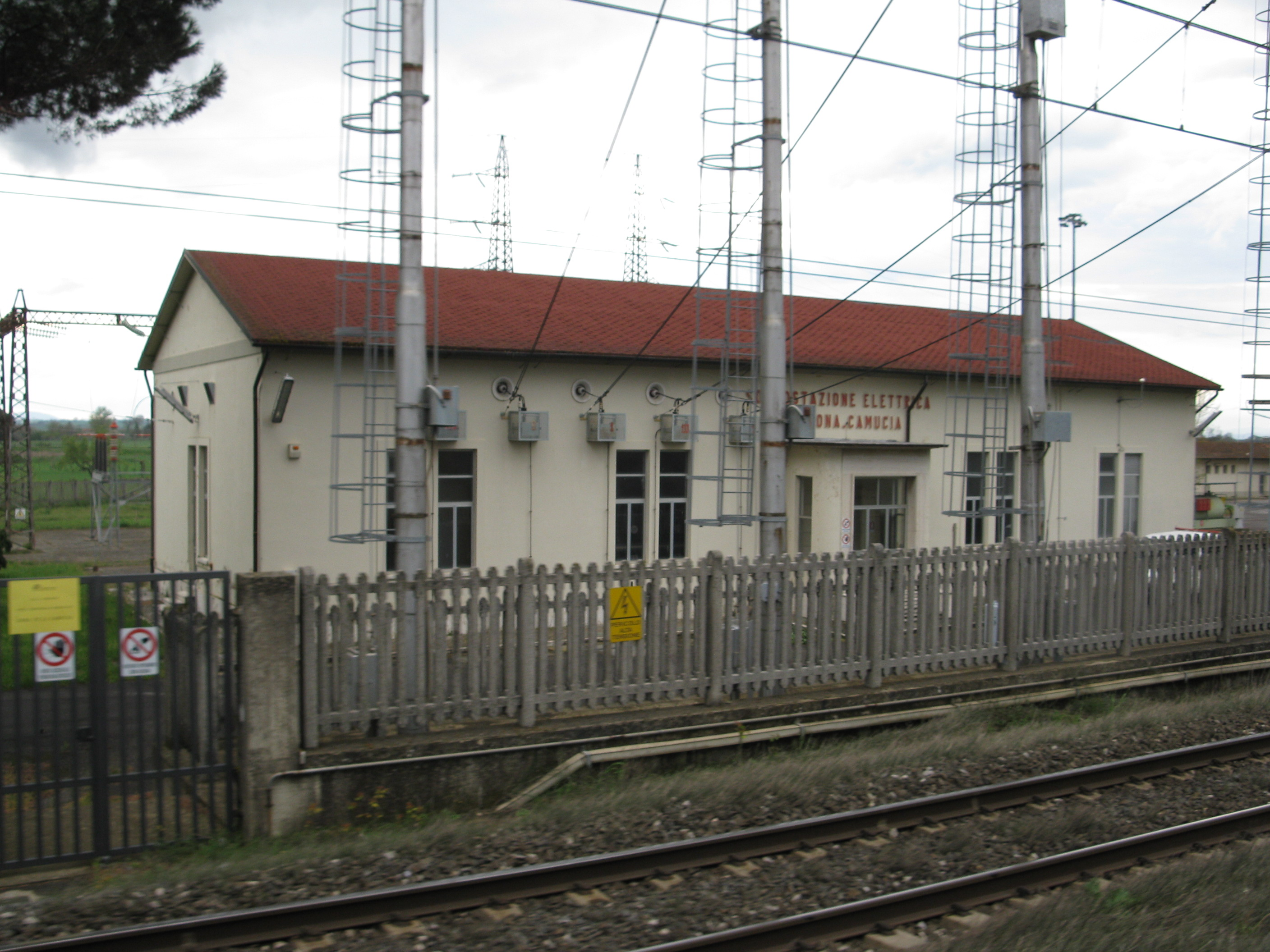
Sottostazione elettrica

La stazione dispone di tre binari di cui due sono di corsa (1 e 3) mentre il secondo binario è usato per servizio poiché è stato deelettrificato
Al binario 1 fermano i treni diretti verso Sud (Chiusi, Foligno, Roma); presso il binario 3 invece fermano i treni diretti a Nord (Arezzo, Firenze).
Il binario 2 si trova al centro, sprovvisto di banchina e recentemente deelettrificato.
La stazione dispone di un piccolo scalo merci con annesso magazzino e piano caricatore, oggi da molto tempo in disuso.
All'interno del fabbricato viaggiatori è presente una erogatrice di biglietti self-service e una sala di attesa.
Sopra la banchina del binario 3 è presente un piccolo fabbricato che contiene una piccola sala di attesa provvista di sedie e tabellone degli orari cartaceo. Ciò permette ai viaggiatori, in caso di pioggia o freddo, di poter entrare in un ambiente coperto senza dover recarsi al fabbricato viaggiatori.
Tutte le banchine sono coperte da pensiline in metallo e sono collegate tra loro tramite un sottopassaggio.

## Servizi

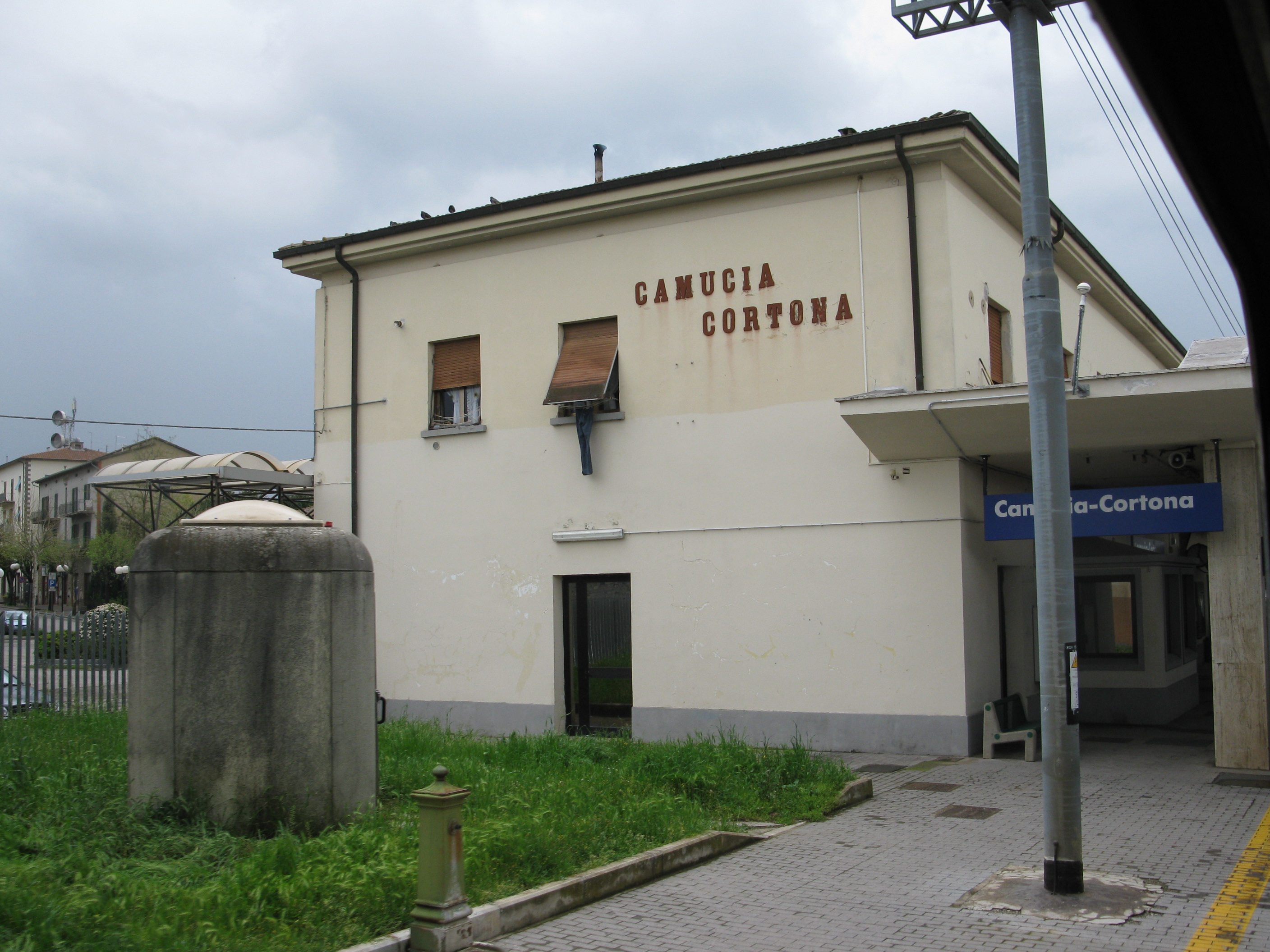
Fabbricato viaggiatori

La stazione dispone di:
- Biglietteria self-service
- Sottopassaggio
- Capolinea autolinee Etruria Mobilità

Erano presenti anche servizi igienici ma sono stati chiusi a causa di atti vandalici ed elevati costi di gestione.
Il servizio viaggiatori è svolto da Trenitalia controllata del gruppo Ferrovie dello Stato.
Sulla linea di cui fa parte questa stazione Trenitalia, grazie al supporto economico della Regione Toscana ha attivato il progetto Memorario che garantisce orari cadenzati e più frequenti.
Il numero di passeggeri che ogni giorno frequenta la stazione è di circa 523 unità.